# Diplococcium pandani
Diplococcium pandani är en svampart som beskrevs av B. Huguenin 1964. Diplococcium pandani ingår i släktet Diplococcium och familjen Helminthosphaeriaceae.   Inga underarter finns listade i Catalogue of Life.